# Страусс, Ансельм
Ансельм Леонард Страусс (Стросс, англ. Anselm Leonard Strauss; 18 декабря 1916 — 5 сентября 1996) — американский профессор социологии в Калифорнийском университете в Сан-Франциско, всемирно известен как медицинский социолог (особенно за его новаторство в отношении хронических болезней и смерти), а также как разработчик и основоположник (вместе с Барни Глейзером) теории «Grounded theory», инновационного метода качественного анализа, широко используемого в социологии, сестринском деле, образовании, социальной работе и организационных исследованиях. Он также много писал о чикагской социологии, символическом интеракционизме, социологии труда, теории социальных миров, социальной психологии. Он опубликовал более 30 книг, глав в более чем 30 других книгах и более 70 журнальных статей.

## Молодость и образование
Страусс, чьи дедушка и бабушка были немецкими иммигрантами в Соединенных Штатах, родился в Нью-Йорке и вырос в Маунт-Верноне (Нью-Йорк). Его врач рекомендовал переехать в Аризону после школы, потому что у него были проблемы с бронхами. Тем не менее, он поступил в Виргинский университет в 1935 году, где получил степень бакалавра в области биологии в 1939 году. Оттуда он поступил в Чикагский университет, где получил степень магистра в области социологии в 1942 году, а также степень доктора философии в 1945 году. Там же он изучал символический интеракционизм у Герберта Блумера.
В течение 1944—1947 годов Страусс учился в Университете Лоуренса. В 1946—1952 годах он переехал и учился в Индианском университете в Блумингтоне, где он встретился и сотрудничал с Альфредом Линдесмитом; в 1949 году они опубликовали свою очень влиятельную книгу «Социальная психология». Этот том был переведен на шведский, немецкий и японский языки, а восьмое издание на английском языке было опубликовано в 1999 году.

## Личная жизнь
Страусс женился на Фрэнсис Куперштейн в 1940 году и пережил её, его племянников Теда и Эллиота Цукера, а также 4-х внучатых племянников и племянниц, включая Джонатана Цукера.

## Сочинения
- Страусс, Ансельм; Корбин, Джульет. Основы качественного исследования: обоснованная теория, процедуры и техники = Basics of Qualitative Research: Grounded Theory Procedures and Techniques. — М.: Эдиториал УРСС, 2001. — 256 с. — ISBN 5-8360-0299-1. Архивировано 15 декабря 2017 года.